# Calçado
Calçado est une municipalité brésilienne située dans l'État du Pernambouc.